# 데이비드 샌본
데이비드 샌본(영어: David William Sanborn, 1945년 7월 30일~2024년 5월 12일)은 미국의 색소폰 연주자이다.

## 작품 목록

### 출연
- 1988년 스크루지 - 거리 음악가 역
- 1995년 파리가 당신을 부를 때

### 음악
- 1989년 리썰 웨폰 2
- 1992년 리썰 웨폰 3
- 1998년 리썰 웨폰 4